# أنف الجمل
أنف الجمل (بالإنجليزية: Camel's nose)‏ هو مجاز إنجليزي عن موقف يكون فيه السماح لأشياء بسيطة باباً لكمٍ من العواقب غير المرغوبة.